# رز پلتزون
رز پائولین پلتزون (به آلمانی: Rose Pauline Peltesohn) (زاده ۱۶ می ۱۹۱۳ در برلین-درگذشته ۲۱ مارس ۱۹۹۸ در کفار سابا) ریاضیدان اسراییلی با اصلیت آلمانی بود. 

## زندگی و کارنامه
وی دختر یک پزشک بود و پس از تحصیلات دبیرستان در دانشگاه برلین آغاز به تحصیل کرد و در سال ۱۹۳۶ با سرپرستی ایسای شور درجه دکتری ریاضیات را دریافت کرد. سپس از راه ایتالیا به فلسطین رفت و از سال ۱۹۳۸ در تل آویو نخست به کار در یک بانک و سپس به کار مترجمی پرداخت. زمینه کاری پلتزون ترکیبیات بود و شهرت او بیشتر به خاطر حل مسئله معروفی بود که لوتار هفتر در سال ۱۸۹۶ طرح کرده بود. 